# Grose-Spur
Grose-Spur is een historisch Brits motorfietsmerk.
De bedrijfsnaam was: George Grose, London.
Tijdens de Eerste Wereldoorlog werden er nog maar sporadisch motorfietsen aan het publiek verkocht, maar de motorfietsdealer George Grose kocht een aantal inbouwmotoren bij Villiers en Dalm. Daarmee liet hij bij Carlton in Carlton-in-Lindrick motorfietsen produceren. De productie liep echter alleen in 1916.